# Alkoholna pijača
Alkohólna pijáča je pijača, ki vsebuje alkohol. Večinoma je to etanol, v nekaterih pijačah pa je prisoten tudi bolj škodljiv metanol (šmarnica). Alkoholne pijače so ponekod, tudi v Sloveniji, priljubljene zaradi psihofizičnih učinkov na osrednje živčevje. Ljudje se opijanjajo. Zaradi sprostilnih učinkov in nekaterih drugih sestavin nekaterih alkoholnih pijač je zmerno uživanje po mnenju mnogih zdravnikov priporočljivo. Nekatera verstva in zakonodaje prepovedujejo uživanje alkoholnih pijač. 
Ljudje se glede uživanja pijač razvrščajo v skupine: 
- abstinente (popolne ali delne ne- oziroma protialkoholike),
- zmerne redne ali občasne pivce,
- pijance ali alkoholike (ljudje zasvojeni z alkoholom),
- ozdravljene alkoholike.

Za ozdravljene alkoholike je značilno, da se hitro, že po enem ali nekajkratnem pitju alkoholnih pijač ponovno zasvojijo, zato se morajo povsem vzdržati pitja. To je drugačno stanje od nealkoholika ali zmernega pivca, ki šele postopoma z večanjem pogostosti pitja alkoholnih pijač zapade v zasvojenost. 
Glavne vrste alkoholnih pijač so:
- pivo
- vino
- žganje